# علف نوارچسبی
علف نوارچسبی (نام علمی: Thalassodendron) نام یک سرده از تیره گاودریایی‌علفان است.